# Хісіда Сюнсьо
Хісіда Сюнсьо (яп. 菱田 春草; *21 вересня 1874 — 16 вересня 1911) — японський художник періоду Мейдзі. Сприяв відродженню традиційного японського живопису.

## Життєпис
Походив з самурайського стану. Його батько належав до родичів клану Хорі. Народився 1874 року в місті Іїда (префектура Наґано). 1889 року перебирається до Токіо, де стає учнем Юкі Масаакі зі школи Кобікітьо (відгалуження школи Кано). З 1890 року навчався в Токійській академії мистецтв під орудою Хасімото Ґахо. Також значний вплив на Хісіда мав Окакура Какудзо.
Після закінчення цього закладу виконував замовлення Музею імператорського двору — копіював значущі картини в буддійських храмах в Кіото і Нарі. Невдовзі після цього стає викладачем в Токійському університеті мистецтв. 1898 року брав участь у заснуванні Японського художнього інституту.
У 1903—1905 роках багато подорожував за кордоном, проводячи виставки своїх робіт в Індії (1903 рік — 2 виставки в Калькутті), США (1904 року — в Бостоні й Нью-Йорку, 1905 року — Вашингтоні та Нью-Йорку) і Європі(1905 року в — Лондоні). Відвідав також Німеччину, Францію та Італію. Після свого повернення до Японії в серпні 1905 року успішно брав участь у багатьох національних виставках в Японії, зокрема за підтримки уряду. 1906 року разом з Японським художнім інститутом перебрався до м. Ідзура в префектурі Ібаракі.
В останні роки життя страждав через захворювання нирок (нефрит), що 1908 року призвело до сліпоти. Втім відчайдушно малював щоразу, коли його хвороба входила в стан ремісії. У 1909 році його робота «Падіння листя» («Отіба») отримав найвищу нагороду на Третій виставці Бунтен. Помер у 1911 році в Токіо.

## Творчість

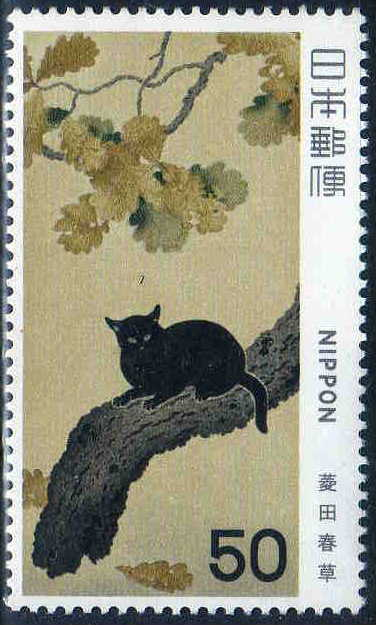
«Чорний кіт»

Розробив новий метод малювання, презирливо званий сучасниками як моротай («невизначений стиль»). Цей новий метод використовував градацію кольорів для заміни малюнків лініями, які характеризували традиційний живопис в японському стилі. Цей новий стиль, однак, отримав невелику підтримку з боку сучасників Хісіда Сюнсьо і його жорстко розкритикували мистецтвознавці. 
Художник зрозумів, що, хоча моротай був ефективний у зображенні таких сцен, як ранковий туман і вечірнє світіння, його техніка градації кольору виявилася корисною лише для цих обмежених мотивів. Тому почав об'єднувати моротай з малюванням ліній, щоб подолати цей недолік, і його пізніші роботи демонструють новий стиль, характерний для ніхонгі (осучасненого японського живопису), який відрізняє його від більш суворих стилів традиційного японського живопису.
Його твори, особливо після 1905 року, під впливом перебування в Європі, дедалі більше відображають велику тишу і споглядання природи. Значущими доробками Хісіда Сюнсьо є «Удова і дитина» (1898 рік), «Пейчаж чотирьох сезонів», «Бодхісаттва Кенсю» (1907 рік), «Падіння листя» (1909 рік). Його робота «Чорний кіт» (1910 рік) була визнана Важливою культурною пам'яткою Японії.

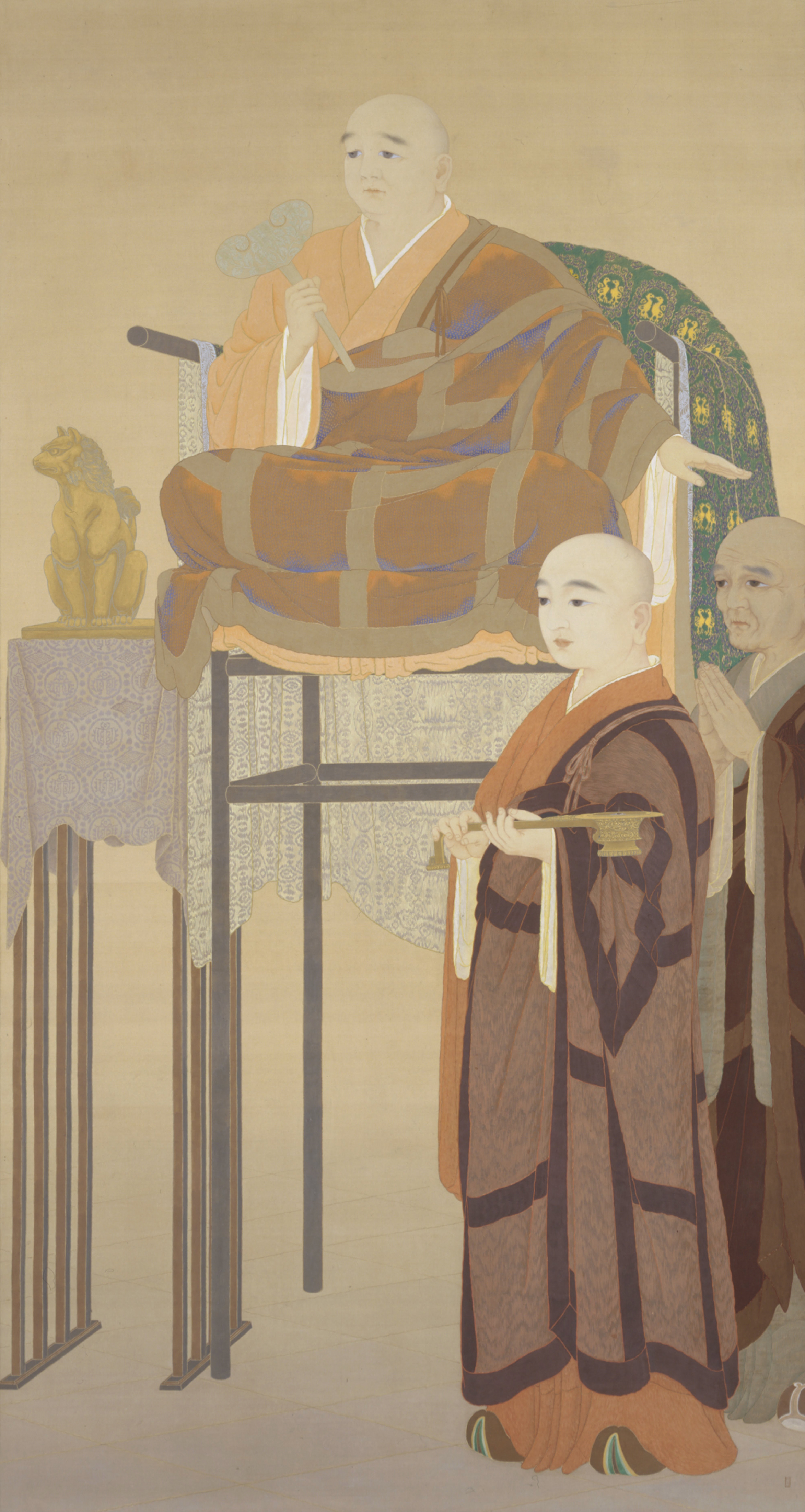
«Бодхісаттва Кенсю»